# Бунт заключённых в Сухуми
Бунт заключённых в Сухуми — бунт в следственном изоляторе города Сухуми, продолжавшийся с 11 по 15 августа 1990 года. Утром 11 августа семеро заключённых во главе с приговорёнными к смертной казни Павлом Прунчаком и Мироном Дзидзарией избили дежурных офицеров, отобрали у них ключи и выпустили из камер ещё 68 уголовников. Сбежавшие бандиты взяли в заложники сотрудников изолятора, а также захватили огромное количество оружия, хранившегося в одном из помещений. Преступники во главе с Прунчаком потребовали от властей в обмен на жизни заложников предоставить им микроавтобус и вертолёт, чтобы беспрепятственно покинуть город.
14 августа в Сухуми специальным рейсом прибыли сотрудники спецподразделения «Альфа» КГБ СССР и бойцы учебного батальона специального назначения («краповых беретов») ОМСДОН имени Дзержинского. Оперативники разработали план штурма, согласно которому бандитам предлагалось передать микроавтобус: в момент посадки преступников в автобус одна группа должна была взять его штурмом и нейтрализовать находившихся там злоумышленников, а две другие — взять под контроль изолятор. Штурм начался 15 августа в 17:15: в ходе штурма были убиты три преступника (в том числе главари — Дзидзария и Прунчак), а остальные бунтовщики были арестованы. Все заложники были освобождены, с их стороны пострадавших не было. Двое участников штурма (боец «Альфы» и боец «краповых беретов») были ранены.

## Предыстория. Зачинщики бунта
В 1989 году, когда межэтническая обстановка в Абхазской АССР серьёзно осложнилась, Министерство внутренних дел СССР приняло решение о массовом изъятии нелегального оружия у населения республики: его разместили в одном из помещений следственного изолятора МВД Абхазской АССР, располагавшемся в центре города Сухуми рядом с площадью Ленина и домом правительства Абхазской АССР. При этом информация о размещении оружия в изоляторе не была доведена до руководства МВД Абхазской АССР. По штатному расписанию в этом изоляторе регулярно должно было находиться 24 постовых, однако фактически в изоляторе их было всего 18. Незадолго до случившихся событий в изолятор были доставлены поездом сразу 42 заключённых, которых пришлось распределять по камерам: имели место случаи, когда судимые оказывались в одной камере с несудимыми, а совершеннолетние — с несовершеннолетними.
Инициатором бунта был трижды судимый рецидивист Павел Прунчак, который был взят под стражу за убийство трёх человек, двое из которых были сотрудниками милиции. Прунчака задержали в пещерах Очамчирского района: в ходе операции Прунчак застрелил из охотничьего ружья двух милиционеров, но и сам был ранен: министр внутренних дел Абхазии Гиви Ломинадзе отдал распоряжение сделать переливание крови, чтобы спасти преступнику жизнь. Сообщником Прунчака был Мирон Дзидзария, получивший сроки за имущественные преступления и грабежи и мечтавший о титуле вора в законе. И Прунчак, и Дзидзария были приговорены к смертной казни. Всего же в изоляторе находилось под следствием или ожидало очереди на этап 75 человек, 73 из которых совершили уголовные преступления, в том числе 15 убийц, 8 разбойников и 1 угонщик самолёта.

## Захват заложников
Утром 11 августа 1990 года постовой Козмава, заступивший прошлым вечером на дежурство, отправился в камеру № 7, чтобы передать находившимся в ней семерым заключённым ведро и швабру с тряпкой для проведения влажной уборки. Козмава перед заступлением на дежурство получил от начальника изолятора предупреждение о том, что заключённые камер № 7 и № 10 готовили побег, хотя предупреждения подобного характера от начальства Козмава слышал регулярно. Согласно инструкции, открывать дверь должен был дежурный офицер в присутствии постового, однако уставший от ночного дежурства Козмава решил сам открыть дверь, даже не заглянув в глазок. Когда он открыл дверь, то его ударил по голове кто-то из заключённых. Лейтенант Тимур Шикирба, который был дежурным офицером 10 и 11 августа, бросился к камере № 7 и увидел, что камера открыта, а Козмава лежит избитый у входа. Шикирба выбежал и закрыл входные двери, дав команду четвёртому охраннику смены, постовому сержанту Фёдору Векуа, чтобы тот закрыл дверь с улицы и срочно доложил в дежурную часть о нападении. Векуа запер дверь изолятора, перекрыв выход из камерного блока и лишив преступников возможности для бегства из изолятора, а затем побежал в находившуюся недалеко дежурную часть МВД, чтобы сообщить о случившемся. 
Тем временем Шикирба позвал постового Нижерадзе на помощь, пытаясь задержать убегавших заключённых Дзидзарию и Бигваву, однако они не смогли сдержать беглецов. Шикирба хотел выбросить ключи от тюремного замка в трубу рядом с дверью, откуда бы заключённые их не достали, однако его окружили семеро заключённых из камеры №7, не позволяя ему бросить ключи. Шикирба попробовал выбросить связку в окно, но не сумел это сделать: ключи повисли на решётке камеры. Уголовники, отобравшие ключи, сумели повалить стальную перегородку и открыть все камеры второго этажа, выпустив из камер ещё 68 преступников. Вскоре они обнаружили и спрятанное в изоляторе оружие: заключённый Петухов утверждал, что обнаружение оружия стало приятным сюрпризом для заключённых. Заключённый изолятора Мирод Пачалия, не участвовавший в бунте, рассказывал, что заключённым достались пистолеты, автоматы, карабины и даже старинные ружья. По одним данным, в руках бандитов оказались 17 карабинов, 400 ружей, 105 пистолетов и револьверов и свыше 20 тысяч боеприпасов, по другим — 1200 единиц стрелкового оружия разного калибра и 28 тысяч боеприпасов всего. Лейтенанта Шикирбу, как и других сотрудников, заперли в одной из камер.
У изолятора стали собираться как курортники, так и местные жители: пришли родственники заключённых и людей, погибших от рук уголовников. Тем временем преступники стали ломать и крушить абсолютно всё в изоляторе, выведя из строя систему сигнализации и разбив пульт дежурного. Они обнаружили материалы уголовных дел и имена нескольких агентов тюремной администрации: личные дела заключённых были сожжены, а осведомители жестоко избиты и брошены в камеры. Чтобы продемонстрировать серьёзность своих намерений, заключённые выбросили из окна второго этажа из-за решётки горсть патронов и револьвер Нагана.

## Переговоры с преступниками. Прибытие «Альфы»
Постоянно менявшиеся требования бандитов оглашал Прунчак: изначально они требовали выставить перед ними коридор из женщин и детей для обеспечения безопасности, а позже потребовали им выдать бронетранспортёр для беспрепятственного выезда из города и даже посадить рядом с изолятором вертолёт. В переговоры вступил министр внутренних дел Абхазской АССР Гиви Ломинадзе, который предлагал Прунчаку сложить оружие и освободить заложников в обмен на то, что никто не будет привлечён к ответственности: Прунчак проигнорировал этот призыв. Местные органы МВД в течение трёх дней скрывали информацию о бунте, однако вскоре вынуждены были доложить о ситуации в Москву. Бандиты изначально требовали поставить вертолёт на крышу, однако их убедили отказаться от этого плана, убедив их в том, что крыша изолятора могла не выдержать, и здание бы попросту рухнуло. Вскоре преступники отказались от идеи бронетранспортёра, согласившись покинуть изолятор на автобусе. По мнению Тимура Шикирбы, уголовники планировали лететь в сторону Сванетии, поскольку на этом настояли участвовавшие в бунте братья Ахвледиани, сидевшие за убийство.
Тем временем стоявшие у изолятора люди разделились на две группы: одни требовали от властей выполнить требования уголовников, другие же призывали милицию разобраться с бандитами. Однако все сотрудники МВД находились на границе, поскольку в это время турки-месхетинцы должны были перейти границу и зайти в Абхазию. Заключённые требовали «видеть радио, газету, патриарха и народный фронт», а также призывали убрать «краснопузых». Переговоры продлились всего четыре дня, но никаких успехов абхазские власти не добились. Свою злость заключённые вымещали на Шикирбе, который своими действиями не позволил им сбежать.
14 августа с московского аэродрома стартовал самолёт, следовавший в Сухуми: на борту находились 22 бойца группы «А» Седьмого управления КГБ СССР и 27 бойцов учебного батальона специального назначения ОМСДОН («краповые береты»). Операцией руководил лично командир группы полковник Виктор Карпухин, назначенный командиром по распоряжению председателя КГБ СССР Владимира Крючкова. Также в операции участвовал подполковник внутренних войск МВД СССР Сергей Лысюк, командовавший батальоном «краповых беретов», хотя Крючков прямо запретил батальону участвовать в операции. Батальон разместился на туристической базе, а его командование отправилось на рекогносцировку. Изначально «Альфу» не собирались использовать в качестве ударной силы, приглашая их только как консультантов и рассчитывая только на силы абхазского МВД.
Согласно заместителю начальника 1-го отделения группы «А» Михаилу Картофельникову, группа начала разрабатывать план действий ещё в самолёте: ещё до поступления сведений об отказе преступников от бронетранспортёра бойцы просчитывали варианты того, как им нейтрализовать преступников, в распоряжении которых было огромное количество огнестрельного оружия, и при этом не допустить жертв среди мирного населения. Первые идеи насчёт штурма изолятора были отброшены, поскольку преступники могли укрыться за его стенами и достаточно долго отстреливаться, а также убить заложников. После долгого обсуждения командир группы Виктор Карпухин в разговоре с руководством КГБ Абхазской АССР настоял на том, что штурм является единственным выходом из сложившейся ситуации, и доложил об этом своему начальнику Крючкову: тот, в свою очередь, связался с президентом СССР Михаилом Горбачёвым, который сказал Крючкову действовать на его же усмотрение. Это же сообщение из Москвы было передано и Карпухину.

## Подготовка к штурму
Окончательный план штурма разработали сотрудники «Альфы» Александр Михайлов, Виктор Лутцев и Михаил Максимов, а также бойцы «краповых беретов» Сергей Лысюк, Виктор Путилов и Сергей Житихин. Вместе с тем план формально не был утверждён прокурором, который находился всё это время рядом с бойцами, но в момент необходимости подтверждения плана куда-то пропал. Когда оперативники узнали, что бандиты хотят ехать в автобусе, а не на бронетранспортёре, это облегчило задачу «Альфе». Предполагая, что бандиты поедут на микроавтобусе типа РАФ, «альфовцы» решили начинить пиротехникой один такой автобус, который планировалось передать бандитам. Ожидалось, что когда бандиты заведут РАФ, то сработают заряды, и в автобусе прогремит небольшой взрыв, который ошеломит бандитов, но не причинит вреда здоровью никому из находящихся внутри: оперативники исходили из того, что преступники будут прикрываться заложниками. После взрыва бойцы, пользуясь замешательством преступников, должны были разбить окна автобуса, ворваться в салон и схватить бандитов. Похожий план применялся иногда бойцами ОМСДОН, когда они прятали в машине взрывчатку, срабатывавшую в момент остановки транспортного средства: в результате такого взрыва у машины отлетали колёса. Чтобы отвлечь внимание преступников, во дворе изолятора оперативники заложили дополнительное отвлекающее взрывное устройство, а также подготовили второй автомобиль на случай, если бандиты, почувствовав подставу, потребуют другой автомобиль: на нём оперативники тренировались в канун штурма.
«Альфа» действовала тремя группами. Одна группа во главе с Михаилом Картофельниковым готовилась с трёх точек штурмовать микроавтобус РАФ, который необходимо было подвезти к изолятору. Вторая группа во главе с Михаилом Максимовым должна была проникнуть через люк с четвёртого на третий этаж изолятора, где находились преступники, и взять под контроль третий и второй этажи. Третья группа, составленная из «краповых беретов» вместе с Сергеем Лысюком, взрывала боковую дверь изолятора, откуда заключённых выводили во двор на прогулку, и зачищала первый этаж. На неучастии бойцов учебного батальона специального назначения в операции настаивал также и генерал МВД Стариков, однако Лысюк вопреки распоряжению решил действовать по плану, разработанному вместе с офицерами «Альфы». Перед штурмом сотрудники группы «А» встретились с прорабом, который строил здание: от него бойцы узнали о множестве структурных слабостей здания, которые были связаны с тем, что ещё при строительстве изолятора строители украли большое количество цемента.
В частности, выяснилось, что стальную перегородку, которая отделяла камерный блок от остальных помещений, бандиты выломали в день захвата заложников — боковые штыри не были даже закреплёнными в кирпичных гнёздах. Балки перекрытия были откровенно хрупкими, поэтому в случае подрыва тротиловой шашки у боковой двери изолятора риск обрушения всего здания становился достаточно большим. В связи с этим Карпухин распорядился уменьшить заряд для подрыва люка на четвёртом этаже в два раза, а позже сам снял одну толовую шашку. Ситуация осложнялась ещё и тем, что люк, через который группа Максимова должна была пробраться на третий этаж, был спрятан под паркетом, а при попытке вскрыть паркет оперативники могли бы выдать себя шумом. Операция осложнялась тем, что возле каждого окна СИЗО находилось по несколько заряженных ружей, что говорило о намерении уголовников вести долгую оборону. Друзья и родственники заключённых сообщали им о перемещениях всех участников операции; по свидетельствам участвовавшего в штурме сотрудника «Альфы» Николая Калиткина, зэки пытались контролировать периметр с помощью зеркал, привязанных к палкам, которые выставляли из окон.
Перед началом штурма руководитель МВД Грузинской ССР ещё раз вступил в переговоры с заключёнными, однако Дзидзария проигнорировал все предложения, требуя предоставить им РАФ и вертолёт. Также была предпринята попытка уничтожить Прунчака и Дзидзарию снайперским огнём, для чего Прунчака также вызвали на переговоры, однако тот выдвинул к окну других уголовников, которые передавали оперативникам все его ответы: в связи с этим снайперы не могли поразить главаря и облегчить задачу при штурме изолятора. Изначально роль снайпера должен был играть Игорь Орехов, однако его в итоге сменил Андрей Руденко, а сам Орехов принял участие в штурме изолятора. За четыре часа до начала штурма изолятора боец «краповых беретов» Виктор Путилов заложил взрывчатку мощностью 200 г тротила у торцевой двери на первом этаже, а остальные «краповые береты» заняли позицию между маскировочным забором и зданием изолятора: их деятельность координировал боец «Альфы» Михаил Ананков, вооружённый рацией и гранатомётом РГС-50 с резиновой шрапнелью.

## Штурм

### Подготовка микроавтобуса РАФ
Свои окончательные требования — микроавтобус РАФ и вертолёт — бандиты выдвинули вечером 14 августа. В качестве транспорта от изолятора до площади преступники выбрали микроавтобус РАФ-2203, который им пригнали ранним утром 15 августа к изолятору, установив его почти в упор у дверей; при этом бандиты потребовали повесить занавески на автобус. Параллельно среди заговорщиков разгорелся спор о том, кто поедет в автобусе, а внутри изолятора даже прозвучала стрельба: как потом выяснилось, бандиты проверяли оружие. В 17:00 из здания вышли двое бандитов, которые осмотрели автомобиль и проверили заправку топливом, после чего завели мотор и опробовали машину на ходу. Оперативники рассчитывали, что взрыв должен был прогреметь сразу после того, как бандиты завели РАФ, однако пиротехника не сработала и после того, как машина проехала около 10 метров на выезд из ворот. Впрочем, «Альфа» предусмотрела такое развитие событий, заблаговременно решив перекрыть выезд из ворот бронетранспортёром. 
Бандиты заявили, что в автобусе поедут 13 человек, в том числе двое заложников: лейтенанта и двух гражданских оставили в изоляторе. Вертолёт был посажен на площадь Ленина достаточно близко к изолятору, чтобы шум его винтов был слышен в самом здании. Преступники потребовали показать экипаж, после чего выдвинули новое требование — оставить одного из лётчиков в заложниках, на которое власти не пошли. Вскоре во двор вышли 13 человек — находившиеся в заложниках постовые Козмава и Нижерадзе, а также и 11 заключённых, среди которых были не только главари Прунчак и Дзидзария, но и сообщники Петухов, Ахвледиани, Малов и Бигвава. У всех вышедших на головах были маски с прорезями для глаз, сделанные из чулок и тряпок. У каждого из бандитов было по два-три пистолета, причём некоторые пистолеты были примотаны к рукам заложников скотчем, а с собой преступники также вынесли около 50 винтовок и мешок с боеприпасами.
Поскольку все находившиеся в автобусе люди были в масках, у снайперов не было гарантированной возможности опознать и уничтожить главарей банды, однако они продолжали вести наблюдение за террористами, готовясь открыть огонь по команде. К зданию изолятора тем временем подъехал автозак: заключённых убедили, что в машине привезли обед, в то время как незаметно от заключённых из машины выбрались бойцы «Альфы», спрятавшиеся в нише полуподвального помещения и ожидавшие сигнала для штурма РАФа.

### Штурм автобуса
В 17:15 за руль сел один из заключённых в противогазе, и РАФ тронулся с места, но в этот момент прогремели сразу два взрыва. Первый взрыв прогремел в автобусе, что привело к его остановке, хотя он проехал ещё 15-20 метров, прежде чем остановиться. Это на короткий момент ошеломило находившихся внутри преступников. Второй взрыв прогремел во дворе, отвлекая внимание преступников: пользуясь замешательством, спецназовцы выкатили БТР, чтобы перекрыть заключённым выезд из изолятора. Группа Картофельникова, штурмовавшая автобус с трёх сторон, открыла огонь по колёсам, чтобы не дать автобусу уйти, а затем выбила стёкла молотками и зубилами, ворвавшись в салон. Отстреливавшиеся из автобуса бандиты успели выпустить 20 пуль по оперативникам. Ворвавшийся в автобус Картофельников ударил рукоятью пистолета одного из бандитов, выведя того из строя, и вытащил второго преступника из салона (у того при себе оказалось большое количество оружия).
В ходе штурма автобуса также был ранен снайпер группы «А» Игорь Орехов, который после начала штурма обезоружил водителя машины, прижав его руку с пистолетом. Орехов выбивал оружие у целившегося в него с заднего сиденья уголовника, когда в него выстрелил из пистолета Марголина Прунчак. Пуля попала в незащищённую часть шеи между каской и бронежилетом, повредив позвонок, но Орехов чудом выжил: оперативники подвезли бутылку коньяка, чтобы снять боль, в то время как к месту операции подоспела машина «скорой помощи». Все преступники были нейтрализованы за 45 секунд. Прунчак пытался застрелить Картофельникова, однако за доли секунды до этого боец «Альфы» Владимир Кузнецов бросился на Прунчака и развернул его же пистолет ему в грудь, выстрелив из него и убив бандита наповал. В ходе штурма также были застрелены Дзидзария и ещё один бандит. При захвате автобуса, кроме Орехова, никто не был ранен: несколько пуль попали офицерам в бронежилеты. Заложники также не пострадали. Именно группа Картофельникова поставила точку во всей операции, ликвидировав главарей бандитов.

### Захват изолятора
Заминировать торцевую дверь здания так, чтобы этого не заметили уголовники, оперативники смогли, спустившись с крыши на специальном устройстве. По словам участвовавшего в штурме Николая Калиткина, перед подрывом торцевой двери ему нужно было застрелить из бесшумного пистолета сторожевую овчарку, которая охраняла периметр изолятора и которую трое суток никто не кормил и не поил: пёс был в шоковом состоянии и мог с лаем наброситься на бойцов, лишив их фактора внезапности. Однако Калиткин должен был сделать это одним выстрелом и целясь с большой высоты, а сам он очень любил собак. Ситуацию спас один из сослуживцев, который поманил к себе жестом собаку и погладил её: овчарка ушла за угол, не издав ни звука, и это во многом облегчило задачу оперативникам. Подрывы люка, ведшего с четвёртого на третий этаж, и подрыв торцевой двери произошли одновременно со взрывами в микроавтобусе и дворе изолятора. Группа Максимова также подорвала люк, но продвижение немного замедлилось тем, что снизу люк удерживался ещё и засовом, хотя и с ним группа справилась. Ещё одним взрывом была сорвана торцевая дверь здания, за которой находилась решётка: за минуту оперативники подорвали её с помощью трёх толовых шашек, а засевших под лестницей на входе бандитов оглушили светошумовыми гранатами.
Группа Максимова, которая штурмовала третий этаж, атаковала бандитов сверху. Входивший в группу сержант внутренних войск СССР Олег Лебедь был легко ранен в ногу отстреливавшимися преступниками: командир группы Максимов отвёл бойца и бросил в люк шумовую гранату, спустившись вниз по канату и очутившись в комнате, где хранилось оружие. Бойцам группы Максимова пришлось взрывать одну из дверей, чтобы пробиться дальше, поскольку ломом её просто невозможно было выломать. В дальнейшем, продвигаясь по этажу, оперативники натолкнулись на баррикаду, из-за которой преступники вели огонь по «альфовцам». Максимов рассказывал, что применил некое «психологическое оружие», чтобы заставить всех бандитов в изоляторе окончательно сдаться. Как оказалось, силовики открыли по бандитам огонь из гранатомёта РГС-50, заряжённого патронами с резиновыми пулями: резиновые шарики давали множество рикошетов в длинных коридорах. Никто из преступников в изоляторе не был убит, однако от разлетающихся шариков бандиты испытывали сильную боль, что деморализовало их. После залпа из гранатомёта бандиты разбежались по камерам, а спецназовцам оставалось только загнать наиболее упорных преступников и закрыть двери. По словам Павла Евдокимова, после комбинированной атаки с двух сторон штурмовавшие оперативники крикнули заключённым «На пол, ползком!», окончательно подавив в них волю к сопротивлению. Таким образом, усилиями группы Максимова и бойцов внутренних войск МВД изолятор был взят штурмом.

## Последствия
Трое бандитов, среди которых были зачинщики бунта Прунчак и Дзидзария, были убиты на месте. Двое участников штурма были ранены. Оставшиеся в изоляторе уголовники были деморализованы, и сломить их сопротивление удалось без особого труда. Впоследствии всех их ждали новые суды и увеличение сроков лишения свободы. На следующее утро бойцов «Альфы» чествовали местные жители за совершённый подвиг: от местных бойцы получили цветы, фрукты и даже ящик кахетинского вина. По словам Николая Калиткина, подобного приёма обычно удостаивались в городах космонавты; сотрудники местного КГБ сделали также памятный групповой снимок всех участников операции на ступеньках здания местного управления.
В свежем выпуске газеты «Красная звезда» появилось интервью с командованием «красных беретов», в котором недвусмысленно утверждалось, что операцию успешно провели именно бойцы внутренних войск МВД без участия «Альфы». Это возмутило руководство КГБ СССР, и начальник 7-го управления генерал-майор Геннадий Зайцев вынужден был требовать объяснений от руководства «Красной звезды»: оперативно газета записала интервью с Зайцевым, которое попало не только в последующий выпуск газеты, но и в уже вышедший. Все участники штурма были удостоены в Москве государственных наград: Виктор Карпухин был произведён в генерал-майоры за успешную операцию в Сухуми, а в дальнейшем эту операцию неоднократно разбирали на занятиях по обучению будущих бойцов спецподразделений.
По словам Михаила Максимова, спустя несколько месяцев после штурма в СССР прибыл с визитом Ричард Никсон, в охрану которого был включён Максимов с ещё одним бойцом «Альфы». В разговоре с американским охранником Максимов поведал историю о штурме изолятора в Сухуми, и тот не поверил рассказу, заявив, что подобный исход может быть только в голливудском фильме.

## В культуре
- В августе 2000 года на канале НТВ в рамках цикла передач «Совершенно секретно» был показан 44-минутный фильм о спецподразделении «Альфа» и штурме изолятора в Сухуми. Главным консультантом фильма выступил участник тех событий Николай Калиткин[14].
- 2 декабря 2008 года на НТВ вышел документальный фильм «Однажды в Сухуми» из цикла «Следствие вели»[1].

## Комментарии
1. ↑  Согласно Павлу Евдокимову, в операции участвовали: В. Ф. Карпухин (руководитель операции), М. П. Ананков, В. А. Башилов, В. В. Елисеев, Н. А. Калиткин, И. И. Калабухов, М. Я. Картофельников, В. А. Кузнецов, А. А. Курасов, В. А. Лутцев, М. П. Максимов, А. В. Михайлов, И. В. Орехов, Е. С. Первушин, С. В. Придиус, В. А. Прокофьев, А. В. Пятницкий, С. В. Рулев, А. И. Руденко, А. В. Сергеев, Д. Г. Хамидуллин и А. В. Юрин[14].